# Mikuláš Schneider-Trnavský

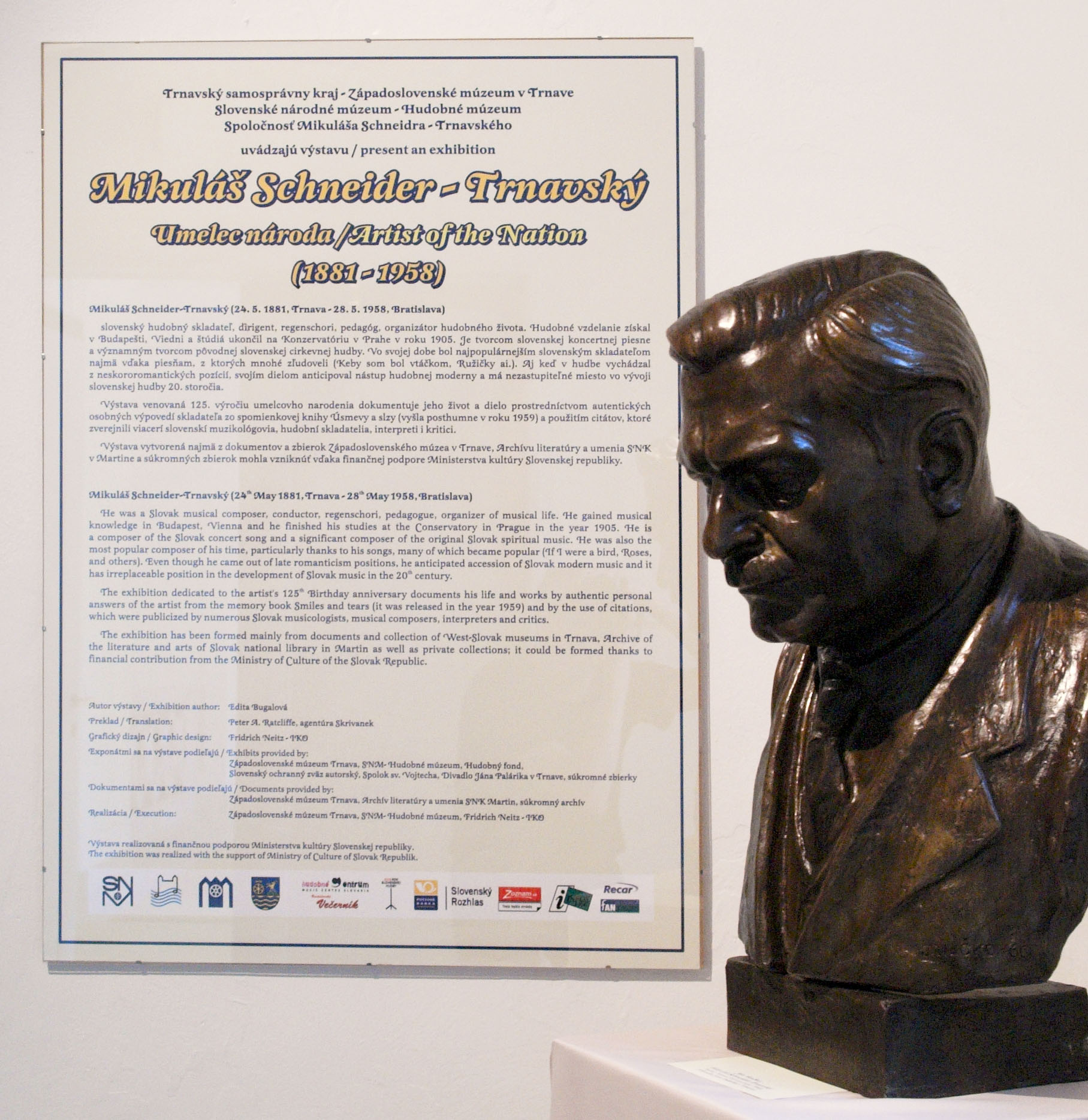
Büste von Mikuláš Schneider-Trnavský in Trnava

Mikuláš Schneider-Trnavský (* 24. Mai 1881 in Tyrnau, Österreich-Ungarn, heute Trnava in der Slowakei; † 28. Mai 1958 in Bratislava, Tschechoslowakei) war ein slowakischer Komponist, Dirigent, Pädagoge und Nationalkünstler, der sich für die Gründung der Akademie der Musik und dramatischen Künste, dem Vorgänger des heutigen Konservatoriums in Bratislava verdient gemacht hat.

## Leben
Schneider-Trnavský legte 1900 seine Matura am erzbischöflichen Gymnasium von Tyrnau ab und studierte danach an Konservatorien in Budapest (1900–1) und Wien (1901–3) und war in Prag (1903–5) Student von Josef Klička (Orgel) und Karl Stecker (Komposition). Nach dem Abschluss seiner Studien begann er zu publizieren; das erste Werk waren slowakische Volkslieder für Gesang und Klavier (1907). 1907 war er kurzzeitig Regenschori der orthodoxen Kirche in Großbetschkerek (heute Zrenjanin in Serbien), 1908 war er auf einer Tournee rund um Europa unterwegs. Nach der Rückkehr in seine Heimatstadt wurde er 1909 Regenschori des örtlichen Nikolaus-Doms und blieb dort bis zu seinem Tod.
Er befasste sich lebenslang mit Chor- und Volksmusik und verfasste Instrumental- und Orchestermusik. In den 1920er Jahren verfasste er mehrere Liedsammlungen; sein Hauptwerk kam 1937 heraus, das mehr als 500 Lieder umfassende „Einige Katholische Gesangbuch“ (slow. Original: Jednotný katolícky spevník), wovon fast die Hälfte von Schneider-Trnavský selbst verfasst wurden. In Folge wurde das Gesangbuch zum Standardwerk in der slowakischen katholischen Kirche. 1933 komponierte er symphonische Dichtung Pribinov sľub (deutsch Pribinas Eid) auf Anlass der Nationalfeier Pribinove slávnosti.
Seine Operette Bellarosa wurde am 24. Mai 1941 im Slowakischen Nationaltheater in Bratislava uraufgeführt.
1956 verfasste er seine einzige Sinfonie, die Sinfonie in E-Moll und 1957 das Orchesterwerk Slovenská suita Keď sa pieseň rozozvučí.

## Auszeichnungen
- Ritter des Gregoriusordens (1933)
- Štefánik-Landespreis (1938)
- Staatspreis für Kunst (1940, 1948)
- Nationalkünstler für lebenslanges Werk (1956)

## Würdigung
Nach Mikuláš Schneider-Trnavský sind Straßen in mehreren slowakischen Städten, unter anderen Bratislava, Trnava und Nitra sowie eine Grundkunstschule in Trnava benannt.